# Лавалетт (Західна Вірджинія)
Лавалетт (англ. Lavalette) — переписна місцевість (CDP) в США, в окрузі Вейн штату Західна Вірджинія. Населення — 932 особи (2020).

## Географія
Лавалетт розташований за координатами 38°19′21″ пн. ш. 82°26′52″ зх. д. / 38.32250° пн. ш. 82.44778° зх. д. (38.322370, -82.447893).  За даними Бюро перепису населення США в 2010 році переписна місцевість мала площу 6,75 км², уся площа — суходіл.

## Демографія
Згідно з переписом 2010 року, у переписній місцевості мешкали 1073 особи в 464 домогосподарствах у складі 325 родин. Густота населення становила 159 осіб/км².  Було 490 помешкань (73/км²).
Расовий склад населення:
| - 98,4 % — білих - 0,3 % — чорних або афроамериканців - 0,1 % — корінних американців |

До двох чи більше рас належало 0,7 %. Частка іспаномовних становила 0,9 % від усіх жителів.
За віковим діапазоном населення розподілялося таким чином: 18,7 % — особи молодші 18 років, 59,2 % — особи у віці 18—64 років, 22,1 % — особи у віці 65 років та старші. Медіана віку мешканця становила 45,8 року. На 100 осіб жіночої статі у переписній місцевості припадало 93,3 чоловіків;  на 100 жінок у віці від 18 років та старших — 90,4 чоловіків також старших 18 років.
Середній дохід на одне домашнє господарство  становив 76 306 доларів США (медіана — 49 405), а середній дохід на одну сім'ю — 96 460 доларів (медіана — 52 090). За межею бідності перебувало 4,2 % осіб, у тому числі 0,0 % дітей у віці до 18 років та 9,2 % осіб у віці 65 років та старших.
Цивільне працевлаштоване населення становило 394 особи. Основні галузі зайнятості: освіта, охорона здоров'я та соціальна допомога — 43,7 %, виробництво — 17,8 %, науковці, спеціалісти, менеджери — 8,1 %, транспорт — 7,1 %.